# The Love Cats
«The Love Cats» — песня группы The Cure. Была издана отдельным синглом в 1983 году, потом выходила на двух сборниках группы: мини-альбоме Japanese Whispers (1984) и полнометражном альбоме Staring at the Sea: The Singles (1986).
Песня пришлась на переходный для группы период между студийными альбомами, поэтому ни в один студийный альбом включена не была.
Сингл с ней стал первым синглом группы Cure, достигшим первой десятки в Великобритании (в чарте UK Singles Chart).

## Список композиций
| №  | Название        | Длительность |
| -- | --------------- | ------------ |
| 1. | «The Love Cats» | 3:33         |

| №  | Название            | Длительность |
| -- | ------------------- | ------------ |
| 1. | «Speak My Language» | 2:39         |